# Systomus martenstyni
Systomus martenstyni là một loài cá vây tia thuộc họ Cyprinidae. Loài này chỉ có ở Sri Lanka.